# Abtei Pomposa

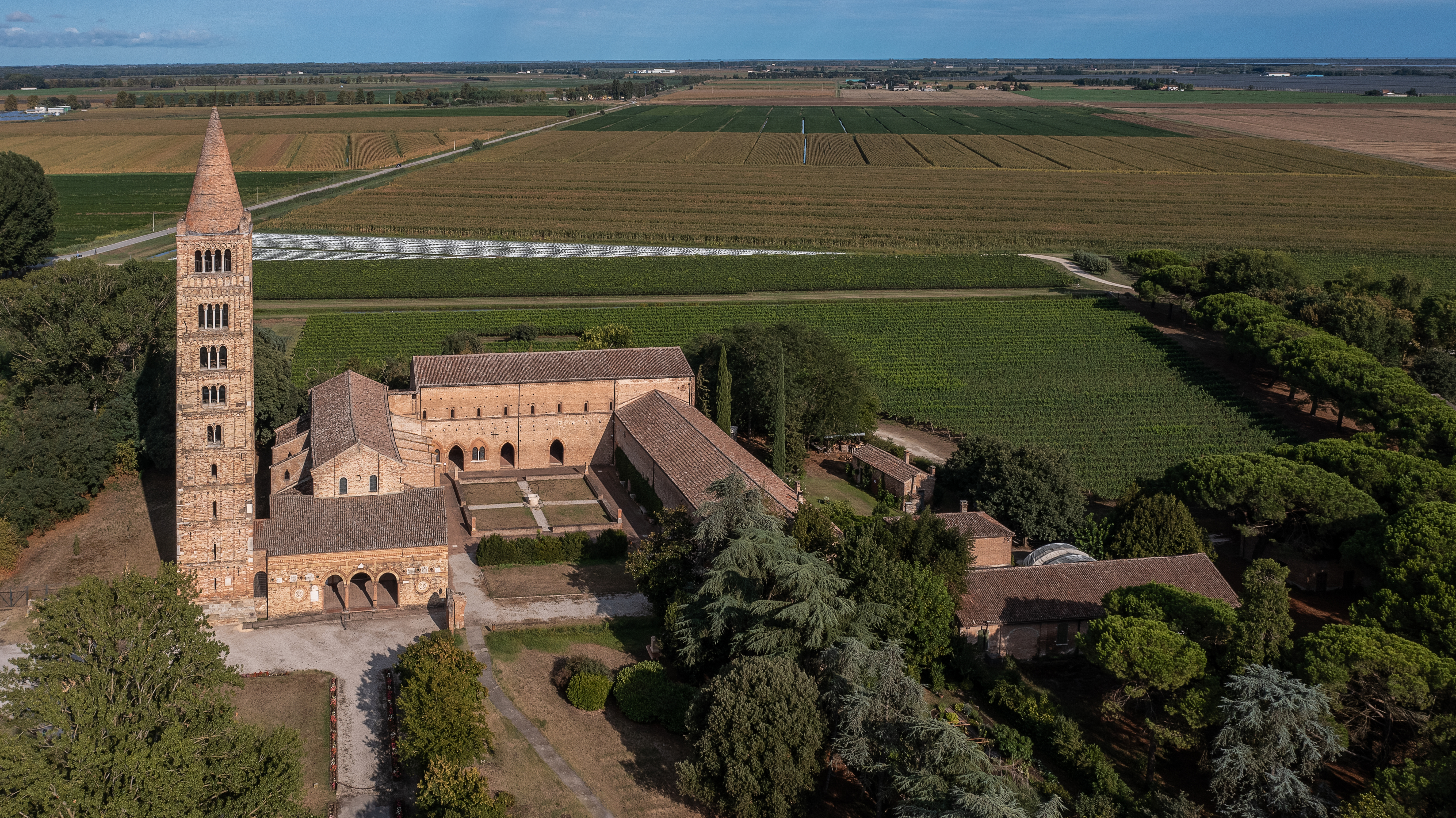
Abtei Pomposa

Pomposa (italienisch Abbazia di Pomposa, lateinisch Abbatia Sanctae Mariae Pomposae) ist eine ehemalige Abtei des Benediktiner-Ordens an der Mündung des Po in Norditalien. Sie liegt auf dem Gebiet der Gemeinde Codigoro in der Provinz Ferrara.

## Geschichte
Bereits im 6. Jahrhundert existierte an dieser Stelle eine kleine Kirche. Etwa ab Mitte des 9. Jahrhunderts siedelten sich die ersten Benediktinermönche an. Die erste schriftliche Nachricht über das Kloster findet sich im Fragment eines Briefes von Papst Johannes VIII. an Kaiser Ludwig II. im Jahr 874. Das Kloster profitierte von seiner Lage auf einer fruchtbaren, von zwei Armen des Po umgebenen Insel in der Nähe der „strada romea“ zwischen Venedig bzw. Ravenna und Rom. Wie in vielen anderen Gegenden auch, leisteten die Mönche getreu ihrem Motto „ora et labora“ wahre Pionierarbeit. Eine blühende Landwirtschaft war die Folge.
Das Kloster wurde schnell zu einem der überregional bedeutendsten religiösen und kulturellen Zentren und erreichte nach dem Jahr 1000 seine größte Blütezeit. In dieser Phase erstreckte sich die spirituelle, politische und legislative Macht des jeweiligen Abtes auf sämtliche umliegenden Gemeinden.
Zwischen den Bischöfen von Comacchio, dem Kloster San Salvatore in Pavia und dem Reich wechselnd, erlebte Pomposa im 10. und 11. Jahrhundert seine nicht nur politische Blütezeit. Zu den ottonisch-salischen Kaisern, aber zugleich zu den Kirchenreformen des 11. Jahrhunderts bestanden gute Beziehungen. Den Höhepunkt ihrer kulturellen und spirituellen Entwicklung hatte die Abtei, als ihr der heilige Guido (1008–1046) vorstand. Dieser Abt führte in das Leben der über 100 Mönche eine große Strenge ein. Eine weitere Persönlichkeit, die in dieser Zeit in der Abtei lebte, war Guido von Arezzo, ein Mönch gleichen Namens, der sich später lange in Arezzo aufhielt. Er ist der Erfinder der modernen Notenschrift.
Eine Naturkatastrophe leitete den Niedergang von Pomposa ein. Im Jahre 1152 durchbrach der Po bei einer Überschwemmung oberhalb von Ferrara die Dämme und verlagerte sein Flussbett. Als Folge versumpfte das Gebiet um die Abtei, und die durch Mücken übertragene Malaria dezimierte die Bevölkerung. Der offenkundige Niedergang des Klosterlebens setzte im 13. Jahrhundert ein: Im Jahre 1235 lebten noch 20, 1306 sogar nur noch 10 Mönche im Kloster. 1336 wird die Abtei Pomposa Kommende.
In den folgenden Jahrhunderten wurde das Kloster immer wieder anderen Abteien unterstellt, die viele Kunstschätze und Einrichtungsgegenstände in ihre eigenen Mauern übertrugen. 1492 wurde Pomposa der Kongregation von Santa Giustina angeschlossen. Im 15. Jahrhundert siedelte die Mehrzahl der Mönche nach Ferrara über, wo Herzog Ercole I. d’Este für sie ein eigenes Kloster errichten lassen hatte. 1653 wurde die Abtei durch Papst Innozenz X. aufgehoben, 1671 verließen die letzten Mönche die Abtei. Die Abteikirche wurde zunächst Pfarrkirche, bis sie nach der Französischen Revolution an einen Privatmann verkauft wurde, der die Klostergebäude landwirtschaftlich nutzte. Zwischen 1920 und 1930 wurden die im Privatbesitz befindlichen Teile enteignet und das Kloster restauriert, wodurch die Abtei ihr heutiges Aussehen erhielt.
Formell wurde Pomposa 1964 wieder zur exemten Titularabtei erklärt, die seither im Bistum Comacchio(-Pomposa) weiterlebt, das 1986 mit dem Erzbistum Ferrara zum Erzbistum Ferrara-Comacchio vereinigt wurde. Der jeweilige Erzbischof trägt heute den Titel eines Abtes von Pomposa.

## Bau- und Kunstgeschichte
Die Abtei ist ein Meisterwerk der romanischen Baukunst und einer der bedeutendsten romanischen Gebäudekomplexe in Oberitalien. Besonders hervorzuheben sind hier die Basilika (9.–12. Jh.), die Klostergebäude (13/14. Jh.) und der Campanile (1063) sowie Fresken des 14. Jahrhunderts.

### Kirche
Die Kirche wurde im Zeitraum von frühestens 751 und spätestens 874 als dreischiffige Basilika ohne Querhaus nach dem Vorbild einiger Kirchen aus dem benachbarten Ravenna errichtet. An vielen Stellen wurden Spolien verwendet. Im Jahre 1026 wurde die Kirche nach umfassenden Erweiterungen neu geweiht. Kurze Zeit danach wurde die Vorhalle errichtet.

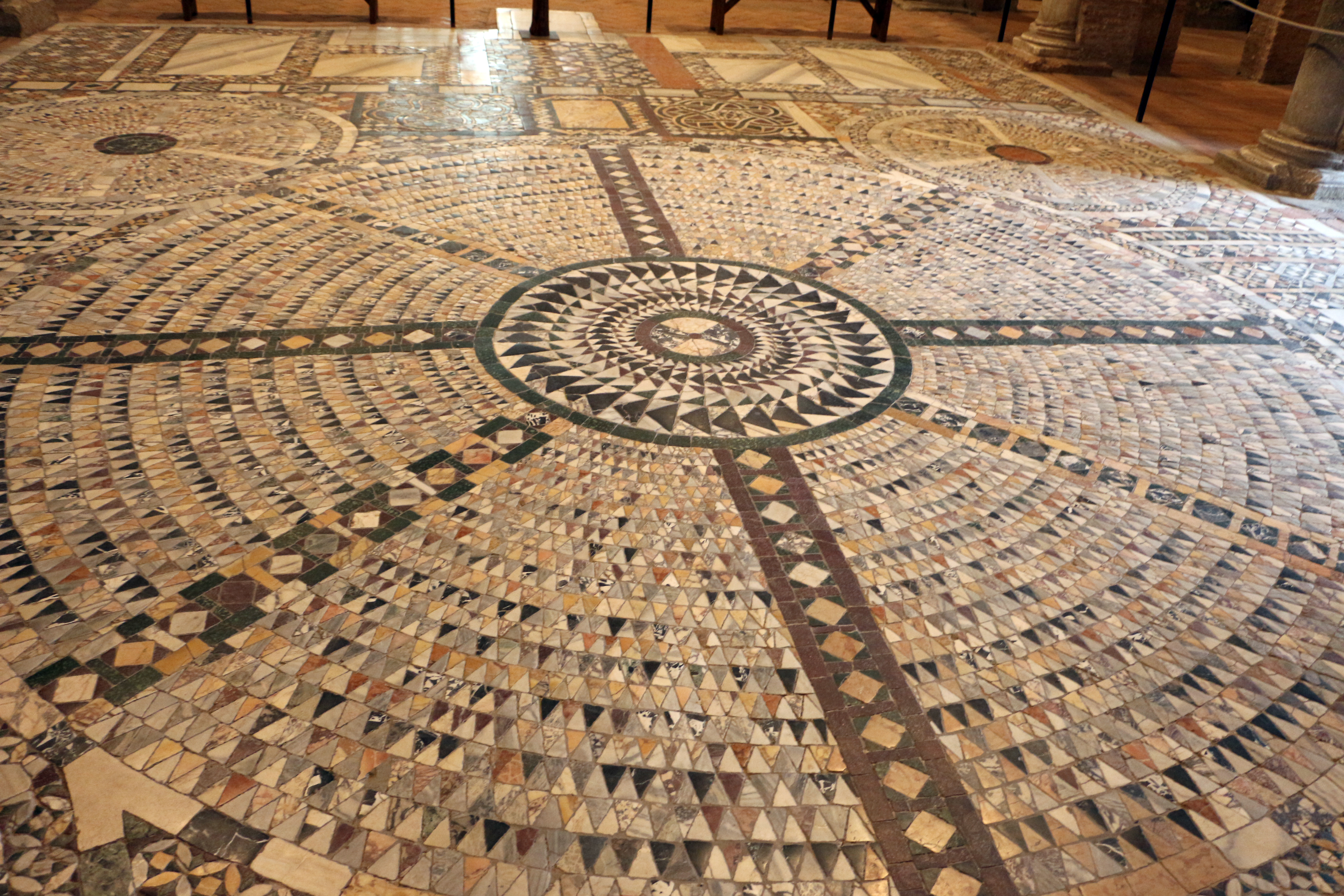
Bodenmosaik

Der Innenraum ist durch Säulen, die erkennbar Vorbildern aus Ravenna ähneln, mit fein gearbeiteten Kapitellen in drei Schiffe unterteilt. Besonders wertvoll sind die Bodenmosaike, die aus unterschiedlichen Epochen stammen (zumeist aus der Zeit um 1150) und neben geometrischen Elementen auch Pflanzen- und Tiermotive aufweisen.
In der Apsis befindet sich ein Fresko von 1351, das Christus umgeben von Engeln, Heiligen und Maria darstellt und Vitale da Bologna zugeschrieben wird. An den Wänden darunter erkennt man die Evangelisten, einige Kirchenlehrer und Szenen aus dem Leben des heilige Eustachius.
Die oberen Seitenwände des Mittelschiffs sind durchgehend mit Fresken aus der Bologneser Schule des 14. Jahrhunderts geschmückt. In den oberen Teilen sind Szenen aus dem Alten und dem Neuen Testament und in den unteren Szenen aus der Offenbarung des Johannes zu sehen.

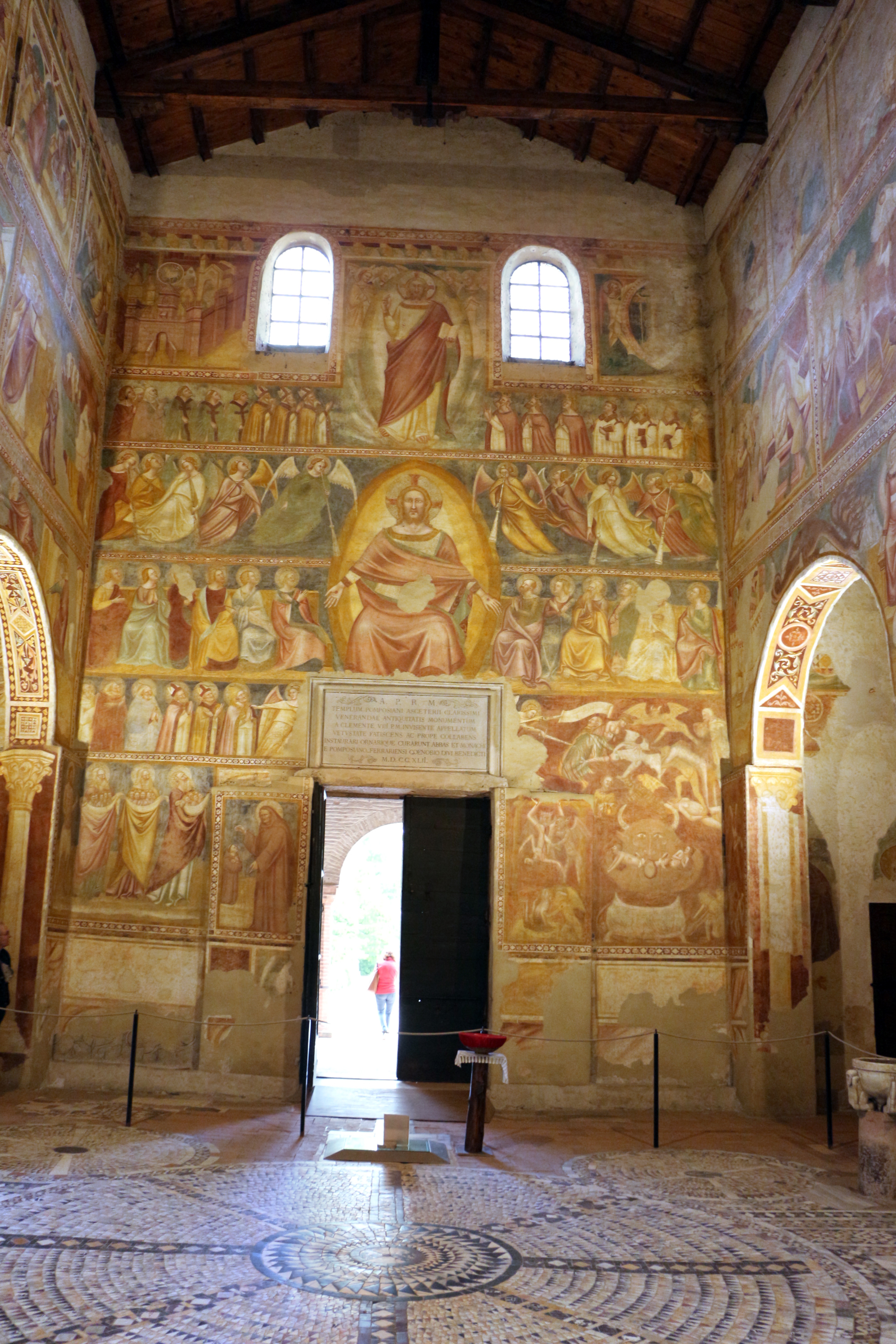
Stirnwand

Die der Apsis gegenüberliegende Wand zeigt eine vielschichtige Darstellung des Jüngsten Gerichts. Allerdings wird der Gesamteindruck des Innenraums stark gestört durch die Stützmauern, die (vermutlich ab dem 18. Jh. bis 1858) die Seitenschiffe und die Eingangshalle abschließen. Sie wurden aus Stabilitätsgründen nachträglich eingebaut und verunklaren den Raumeindruck einer dreischiffigen Basilika.
Beachtung verdient die Vorhalle, nicht aufgrund ihrer Architektur, sondern wegen ihrer Gestaltung. Das farbige Muster wird aus Ziegeln in verschiedenen Rot- bis Gelbtönen erzielt. Als weitere Verzierung sind acht Terrakotta-Schalen eingemauert. Herausragend sind die beiden Rundfenster. Ihre Verzierung aus Naturstein ist einzigartig und zeigt orientalische Einflüsse (die Umgebung Ravennas gehörte bis zum 8. Jahrhundert zum oströmischen Byzanz, was auch die Kunst erheblich beeinflusste).
Der Chor wurde in den 1970er Jahren im Zuge der Liturgiereform den Vorgaben des Zweiten Vatikanischen Konzils angepasst und der alte Altaraufbau durch einen neuen Altar und Ambo ersetzt.

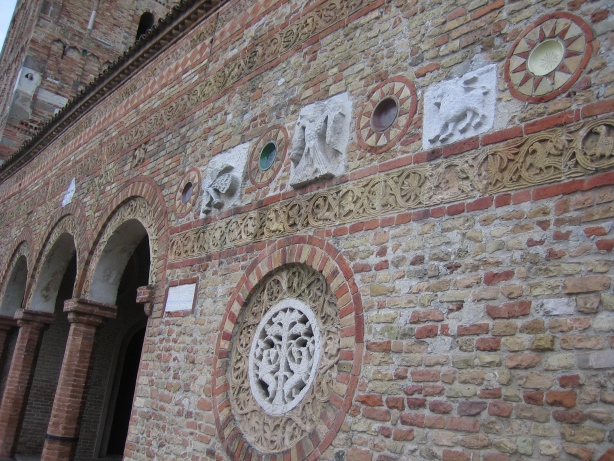
Vorhalle
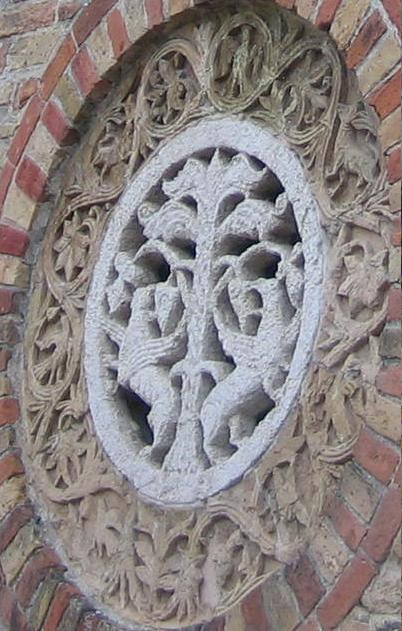
Rundfenster an der Außenseite der Vorhalle
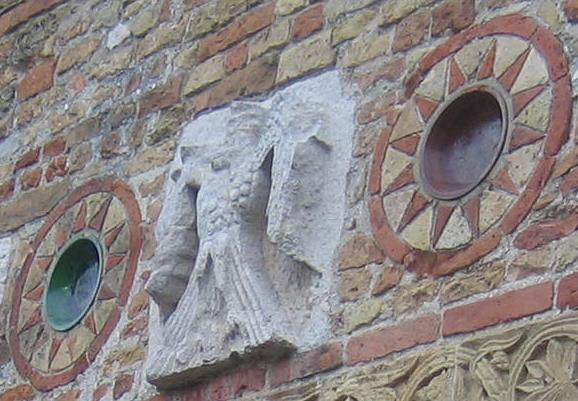
Terrakottaschalen an der Vorhalle
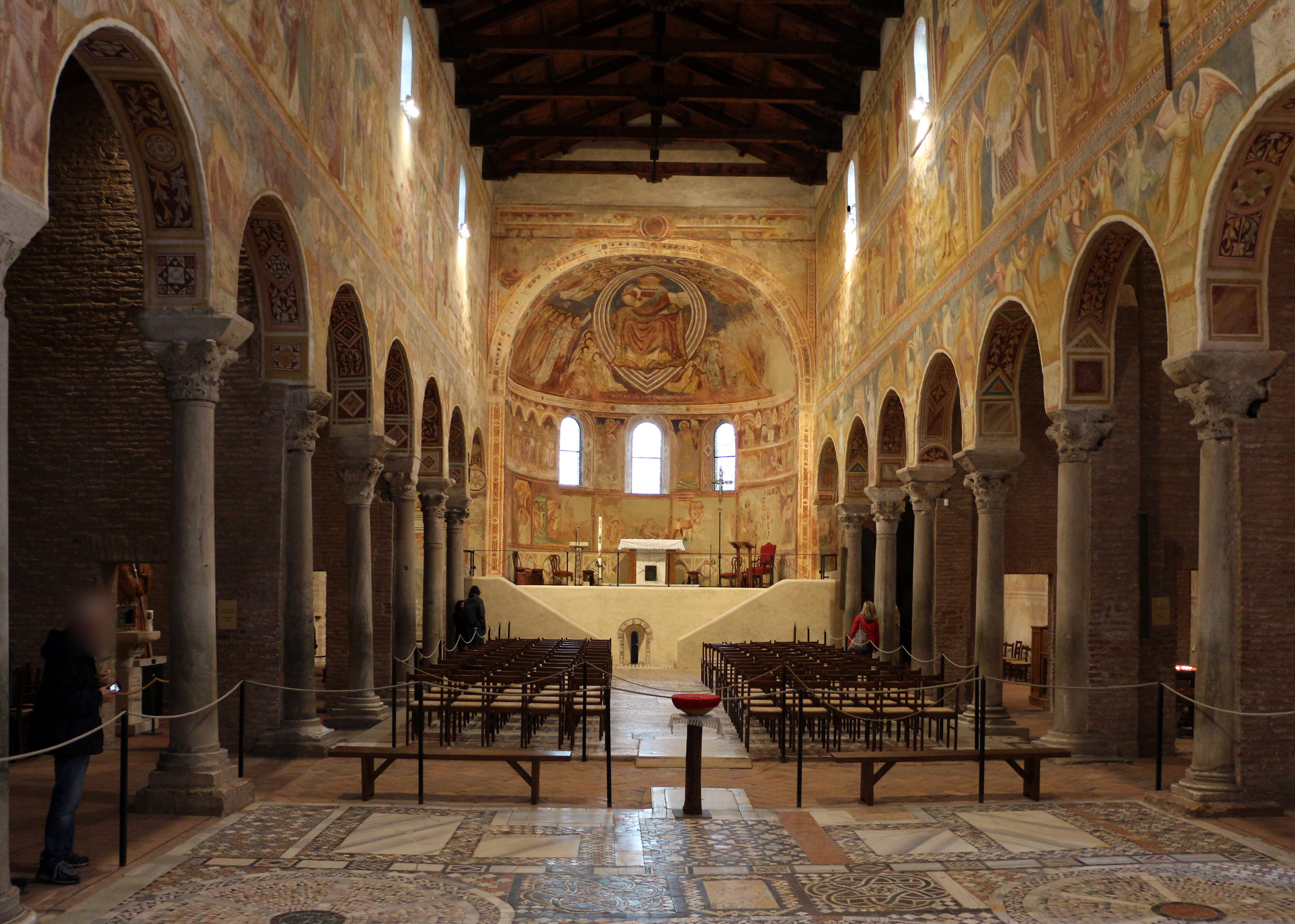
Blick in die Apsis
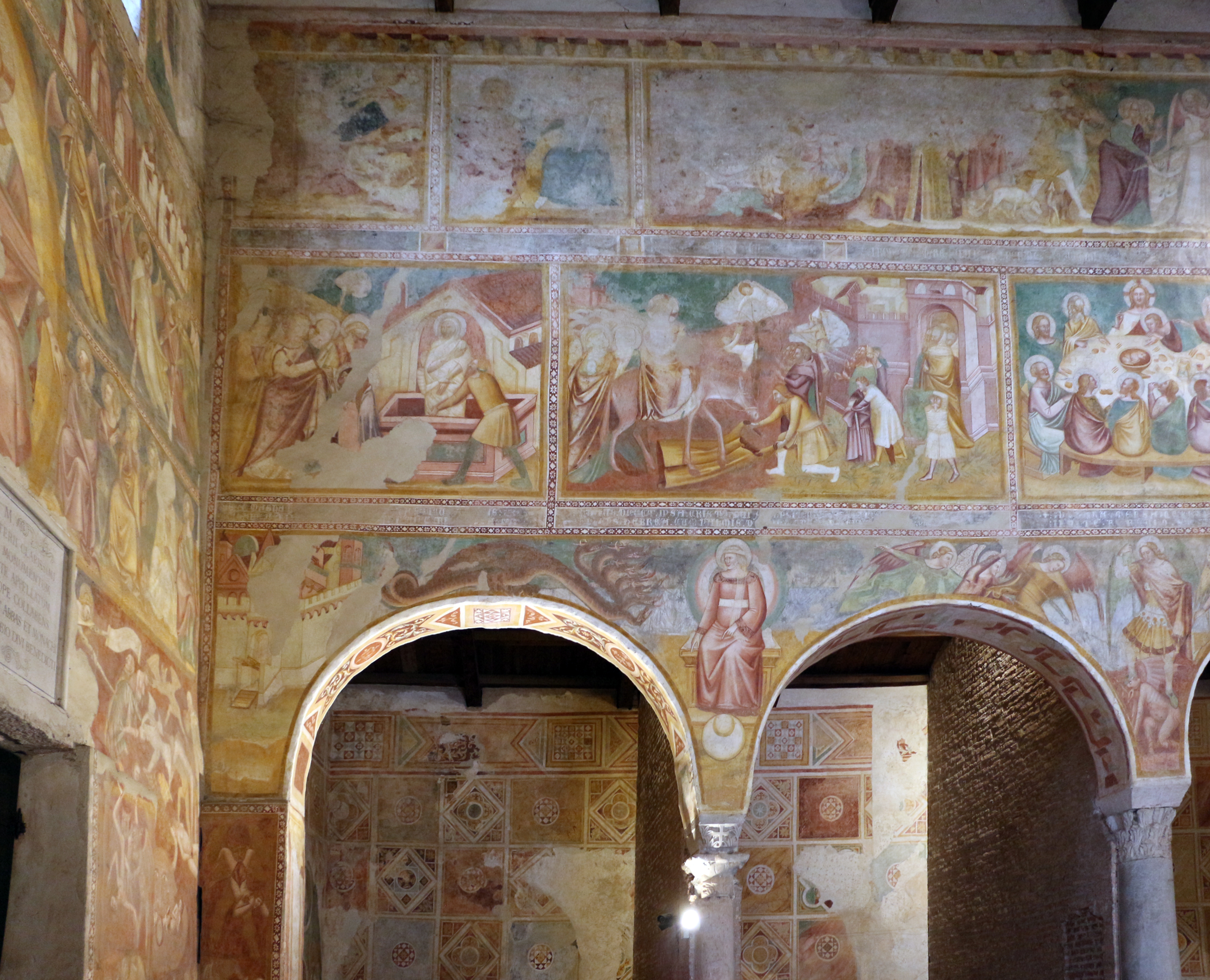
Seitenwand

### Campanile

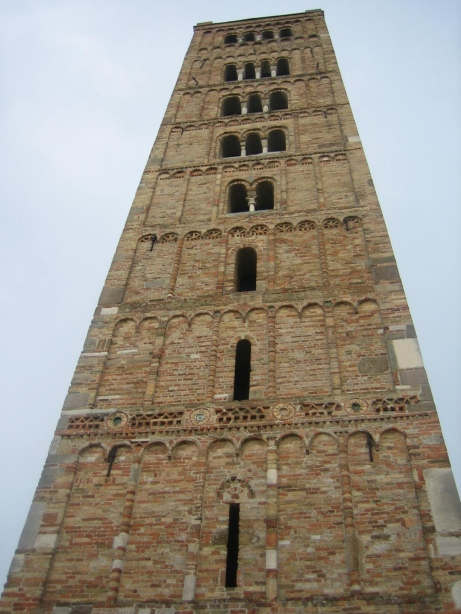
Campanile

Neben der Kirche erhebt sich der 48 Meter hohe Campanile. Er wurde 1063 von dem Architekten Deusdedit errichtet, der seinen Namen auf einer Tafel an der westlichen Mauer verewigen ließ. Der Turm weist typische lombardische Merkmale auf. Nach oben hin werden die Fenster zahlreicher und breiter. Dadurch erhält der Bau eine besondere Leichtigkeit und strebt in die Höhe, was durch das hohe spitze Runddach noch unterstrichen wird. In den Mauern des Turms aus rotem und gelbem Stein erkennt man wiederum seltene Schalen aus Keramik, auf denen Bäume, Fische, Vögel und Blumen abgebildet sind. Achtzehn dieser Schalen stammen vermutlich aus Mittelmeerländern wie Ägypten, Tunesien oder Sizilien.

### Kloster
Anders als die Kirche sind die Klostergebäude weitgehend zerstört. Im ehemaligen Schlafsaal der Abtei über dem Kapitelsaal wurde ein Museum eingerichtet. Ausgestellt sind verschiedene Funde, die auf dem Gelände entdeckt wurden, und Reste von Restaurierungsarbeiten, die entscheidend zur Rekonstruktion der komplexen Baugeschichte der Klosteranlage und insbesondere der Kirche beigetragen haben. Zu den Stücken gehören Inschriften, Marmorarbeiten, seltene Stuckarbeiten von der ursprünglichen Dekoration der Kirche, Majolika, Gebrauchsgegenstände und Teile älterer Fresken.
Der Kapitelsaal liegt im Hintergrund des ehemaligen Kreuzgangs. Er ist mit Fresken aus dem 14. Jahrhundert geschmückt, die eine Kreuzigung, den  Ordensgründer Benedikt und den heiligen Guido, Abt von Pomposa, sowie monochrome Darstellungen von Propheten auf den Seitenwänden zeigen.
In einem zweiten Gebäudeflügel befindet sich das ehemalige Refektorium. Auf der gegenüberliegenden Seite (am heutigen Eingang zur Klosteranlage), liegt der Palazzo della Ragione, in dem die Rechtsprechung über die Lehen ausgeübt wurde. Da das Gebäude von Beginn an keine religiöse Funktion erfüllte, war es von der eigentlichen Klosteranlage getrennt.